# Livendula violacea
Livendula violacea is een vlindersoort uit de familie van de prachtvlinders (Riodinidae), onderfamilie Riodininae.
Livendula violacea werd in 1867 beschreven door Arthur Gardiner Butler.